# Wallern an der Trattnach
Wallern an der Trattnach är en ort och kommun i Österrike. Den ligger i distriktet Grieskirchen i förbundslandet Oberösterreich, 180 kilometer väster om huvudstaden Wien.
Kommunen består av 18 orter (Ortschaften) (inom parentes invånarantal 1 januari 2024):

- Bergern (242)
- Breitwiesen (259)
- Edlgassen (59)
- Furth (21)
- Grub (146)
- Haag (21)
- Hilling (55)
- Holz (38)
- Holzhäuser (39)
- Hungerberg (17)
- Kitzing (37)
- Mauer (38)
- Müllerberg (3)
- Parzham (24)
- Uttenthal (33)
- Wallern an der Trattnach (2 031)
- Weghof (37)
- Winkeln (23)